# Rickard Sandberg
Rickard Sandberg född 17 februari 1988 är en svensk motocrossförare. Han har kört motocross sedan fyra års ålder och gått motocrossgymnasiet i Tibro. Han tävlar i MX2- och MX3-klassen.
År 2007 tog han JSM-guld samt SM-guld i speedcross. Han deltog Sveriges i EM-deltävling 2007 som kördes på Svampabanan i Tomelilla.